# Нома
Но́ма (англ. Noma; Cancrum oris; Gangrenous stomatitis) — омертвіння слизової оболонки шкіри щік, яку спричинює гнилісна інфекція, часто так званий фузоспірохетозний симбіоз — поєднання фузоспірил та ротових спірохет. Ному вважають особливим варіантом гангрени. Розвивається найчастіше у різко виснажених, ослаблених маленьких дітей, які погано харчуються, хворіють на пелагру (дефіцит вітаміну PP та білків), живуть в поганих санітарних умовах у віддалених районах найменш розвинених економічно країн, в яких є неліквідовані патологічні процеси у ротовій порожнині, яснах, зубах.
Нома являє собою поширення патологічного процесу виразково-некротичного гінгівіту на слизову оболонку щік, що призводить до дуже швидкого руйнування м'яких тканин, випадіння зубів та оголення великих поверхонь щелеп. Нома починається як виразка з некротизованим дном або як виразка, яка бере початок на яснах нижньої щелепи. Також нома може відбуватися на статевих органах.
На слизовій або шкірі з'являються декілька пухирців, наповнених мутно-кров'янистою рідиною. Швидко наростає набряк, а потім настає некроз тканин на значній частині щоки. Загальний стан хворого різко погіршується, швидко розвиваються явища тяжкої загальної інтоксикації, процес прогресує до сепсису.
Точна поширеність захворювання невідома, але за консервативними оцінками ВООЗ на 1998 рік відбувалося 140 000 випадків на рік, а 770 000 людей тоді страждали від наслідків номи. Показник летальності оцінений у 90%, хоча дані показують, що його можна значно зменшити шляхом раннього лікування.
Причина залишається невідомою, але була виявлена комбінація кількох елементів правдоподібної етіології: недоїдання, ослаблена імунна система, погана гігієна порожнини рота, ураження слизової оболонки ясен, а також не завжди визначений бактеріальний фактор, який діє як тригер захворювання.

## Лікування
Сульфаніламідні препарати за схемою, великі дози антибіотиків, сироватка проти збудників анаеробної гангрени за необхідності. Проводять у повному обсязі боротьбу з інтоксикацією. Ротову порожнину та уражену поверхню зрошують 3 % розчином перекису водню або розчином перманганату калію. Вводять внутрішньовенно 40 % розчин глюкози. В міру утворення демаркаційної лінії відбувається відторгнення змертвілих ділянок.
Проводиться хірургічне лікування — некректомія.